# Jan Kowalski (teolog)
Jan Kowalski (ur. 4 czerwca 1930 w Krępie, zm. 14 lutego 2018 w Częstochowie) – polski teolog, duchowny katolicki, profesor Papieskiej Akademii Teologicznej w Krakowie, sekretarz generalny Polskiego Towarzystwa Teologicznego (1971–1976), doktor honoris causa Papieskiego Wydziału Teologicznego we Wrocławiu.

## Życiorys
Wstąpił do Częstochowskiego Seminarium Duchownego w Krakowie. Był studentem Wydziału Teologicznego Uniwersytetu Jagiellońskiego. Pracę magisterską z teologii napisał pod kierunkiem ks. prof. Władysława Wichra pt. „Bp Teodor Kubina o kapitalizmie” Święcenia kapłańskie przyjął 27 czerwca 1954 z rąk bp. Zdzisława Golińskiego. W 1967 uzyskał doktorat na podstawie pracy „Nauka Mikołaja z Mościsk o modlitwie wewnętrznej” obroniony na Katolickim Uniwersytecie Lubelskim. W 1978 został następcą kard. Karola Wojtyły na Katedrze Teologii Moralnej. W roku 1984 uzyskał stopień doktora habilitowanego. 8 maja 1986 otrzymał nominację na docenta, w 1997 został profesorem zwyczajnym.
W 2007 otrzymał Krzyż Oficerski Orderu Odrodzenia Polski za wybitne zasługi w kształtowaniu etyki, etosu pracy i doskonaleniu umiejętności warsztatu pracy nauczycieli i wychowawców.